# Pseudogarypus extensus
Pseudogarypus extensus es una especie extinta de arácnido del orden Pseudoscorpionida de la familia Pseudogarypidae.

## Distribución geográfica
Se encontraba en el Ámbar báltico.